# Josélito Michaud
Josélito Michaud (né en 1965 à Matane,, ) est un imprésario, un auteur et un animateur de radio et de télévision québécois. Il a géré des artistes comme Isabelle Boulay, il est aussi l'auteur du livre Passages obligés, qui traite du deuil.

## Biographie
Josélito Michaud est né d’un père panaméen et d’une mère québécoise. Il est abandonné par ces derniers en bas âge et est accueilli à l'âge de cinq ans par une famille de Matane. Il s'agit d'Ézala et de Wildor Michaud, un couple qui a déjà trois enfants.
Il étudie en communication pendant un an à Jonquière avant de devenir chroniqueur et animateur de radio à Matane. Il ira ensuite à Magog pour jouer un rôle d'animateur pendant une dizaine d’années[Quand ?][Où ?].
C'est en 1988 qu’il fait la rencontre d'Isabelle Boulay lors d’un concours amateur de Matane.
En 1991, il ira à Montréal où il obtiendra de Pierre Péladeau la direction du magazine Le Lundi.
En 1992, il quitte son poste et devient l’agent d’Isabelle Boulay. Ils fonderont ensemble les Productions Sidéral en 1994.
En août 2003, il débute l'animation de l'émission Entre vous et moi à la station de radio Cité Rock Détente. Il sera recruté la même année pour diriger la première édition de Star Académie.

## Réalisations

### Artistes gérés
- 1992-2002 : Isabelle Boulay
- 2007-... : Michaël (Girard)

### Implications à la radio
- 2003-2005 : Animateur de l'émission Entre vous et moi à la radio RockDétente (aujourd'hui Rouge FM)
- 2015-aujourd'hui : Animateur de l'émission Josélito à la radio Radio9

### Implications à la télévision
- 2003 : Direction de l'émission Star Académie de Julie Snyder
- 2004-2005 : Animateur de l'émission Devine qui vient ce soir à TVA
- 2007-2013 : Animateur de l'émission On prend toujours un train pour la vie à Radio-Canada
- 2017: Production du téléroman Olivier à Radio-Canada, une adaptation de son livre Dans mes yeux à moi

### Œuvres littéraires
- 1991-1992 : Directeur du magazine Le Lundi
- 2006 : Auteur du livre Passages obligés aux Éditions Libre Expression
- 2011 : Auteur du livre Dans mes yeux à moi aux Éditions Libre Expression
- 2014 : Auteur du livre La gloire démystifiée aux Éditions Libre Expression[5]
- 2020 : Auteur du livre Trois mois tout au plus aux Éditions Libre Expression

## Prix
- 1999 : Prix Félix de l’imprésario de l’année
- 2000 : Prix Félix de l'imprésario de l'année